# Marie Thusgaard
Marie Thusgaard Olsen  er en dansk sejler, der sammen med Ida Marie Baad sejler 49erFX, hvor de i en årrække har tilhørt den internationale elite og opnået medaljer ved internationale mesterskaber.
Baad og Thusgaard indledte deres karriere sammen i 49erFX i 2012, og året efter opnåede de deres første store internationale resultat, da de blev europamestre, hvilket de gentog det følgende år. I 2014 og 2015 vandt de henholdsvis sølv og bronze ved VM, og de sikrede med sølvmedaljerne Danmark en nationsplads til OL i 2016. I det efterfølgende udtagelseskapløb måtte de imidlertid se OL-billetterne gå til Jena Mai Hansen og Katja Salskov-Iversen, der i øvrigt vandt OL-bronze. Baad og Thusgaard blev desuden kåret som Årets Fund i dansk idræt 2014.
Efter skuffelsen over ikke at komme med til OL i Rio holdt Baad og Thusgaard en pause et halvt års tid, inden de i efteråret 2016 bekendtgjorde, at de ville forsøge at kvalificere sig til OL i Tokyo 2020. Igen opnåede de fine resultater, herunder VM-bronze i 2019. Hansen og Salskov-Iversen sikrede en dansk plads ved OL 2020 med en femteplads ved VM 2018, men valgte ikke at gå efter pladsen, hvorpå vejen var banet for Baad og Thusgaard. Udtagelsen blev dog også denne gang et tæt løb, nu mod Anne-Julie Schütt og Iben Nielsby, men Baad og Thusgaard endte med at vinde kapløbet med ét placeringspoint, der først blev sikret i det allersidste heat i det sidste stævne, der talte i kapløbet.
Baad og Thusgaard klarede sig ganske fint ved OL i 2021 (efter at legene var blevet udskudt et år). De to sejlere endte på en ottendeplads efter at have ligget på en fjerdeplads efter halvdelen af de tolv sejladser efter blandt andet at have vundet femte sejlads.